# Prva hrvatska vaterpolska liga 1992.
Prva hrvatska vaterpolska liga je najviši rang hrvatskog vaterpolo prvenstva u sezoni 1992., te ujedno i prva sezona po osamostaljenju Republike Hrvatske i razdruživanja od Jugoslavenske lige. Sudjelovalo je osam momčadi, a prvim prvakom je postala Mladost - Auto Hrvatska iz Zagreba.

## Sudionici
- Jug, Dubrovnik
- Primorje - Croatia Line, Rijeka
- Brodomerkur, Split
- Jadran - Koteks, Split
- Mornar, Split
- Solaris, Šibenik
- Medveščak - Monting Energetika, Zagreb
- Mladost - Auto Hrvatska, Zagreb

## Ljestvice i rezultati

### Ligaški dio
| mj | klub                        | ut | pob | ner | por | gol+ | gol- | bod |
| -- | --------------------------- | -- | --- | --- | --- | ---- | ---- | --- |
| 1. | Mladost - Auto Hrvatska     | 14 | 13  | 1   | 0   | 238  | 103  | 27  |
| 2. | Jadran - Koteks             | 14 | 12  | 1   | 1   | 239  | 120  | 25  |
| 3. | Mornar                      | 14 | 7   | 1   | 6   | 153  | 177  | 15  |
| 4. | Jug                         | 14 | 5   | 4   | 5   | 150  | 157  | 14  |
| 5. | Primorje - Croatia Line     | 14 | 5   | 1   | 8   | 129  | 149  | 11  |
| 6. | Brodomerkur                 | 14 | 5   | 1   | 8   | 135  | 179  | 11  |
| 7. | Medveščak - Monting Elektra | 14 | 2   | 3   | 9   | 135  | 215  | 7   |
| 8. | Solaris                     | 14 | 0   | 2   | 12  | 120  | 199  | 2   |

### Doigravanje
| klub1                                                                                                  | klub2           | utakmice        |
| za 3. mjesto                                                                                           | za 3. mjesto    | za 3. mjesto    |
| --- | --------------- | --------------- |
| Mornar                                                                                                 | Jug             | 6:10, 6:7       |
| za prvaka                                                                                              |                 |                 |
| Mladost - Auto Hrvatska                                                                                | Jadran - Koteks | 8:6, 10:11, 9:8 |
| |                 |                 |
| rezultat podebljan - domaća utakmica za klub1 rezultat normalne debljine - gostujuća utakmica za klub1 |                 |                 |

## Poveznice
- 2. HVL 1992.
- Vaterpolski turnir "Slobodna Hrvatska 92"